# ケニントン駅
ケニントン駅（ケニントンえき、英語：Kennington tube station）はロンドンサザーク、ケニントンにあるロンドン地下鉄の駅である。当駅はノーザン線チャリング・クロス支線とバンク支線が合流する地点にあり、北隣にはチャリング・クロス支線ウォータールー駅、バンク支線エレファント&キャッスル駅が、南隣にはオーヴァル駅がある。当駅はトラベルカード・ゾーン2に含まれる。

## 歴史
当駅は1890年12月18日、ロンドンで初めて、シールド工法により比較的深いところに路線を建設したシティ・アンド・サウス・ロンドン鉄道（英語：City and South London Railway、 C&SLR、現在のノーザン線バンク支線）の駅として開業した。当駅の行政区はサザークの一部であるニューイントンだが、駅名はサザークの地名であるケニントン・ロードではなく、ランベスの一部であるケニントンとなった。駅のレイアウトはエレベーターで北行のホームにアクセスし、南行のホームにはそこから階段を下りるボロ駅に類似していた。

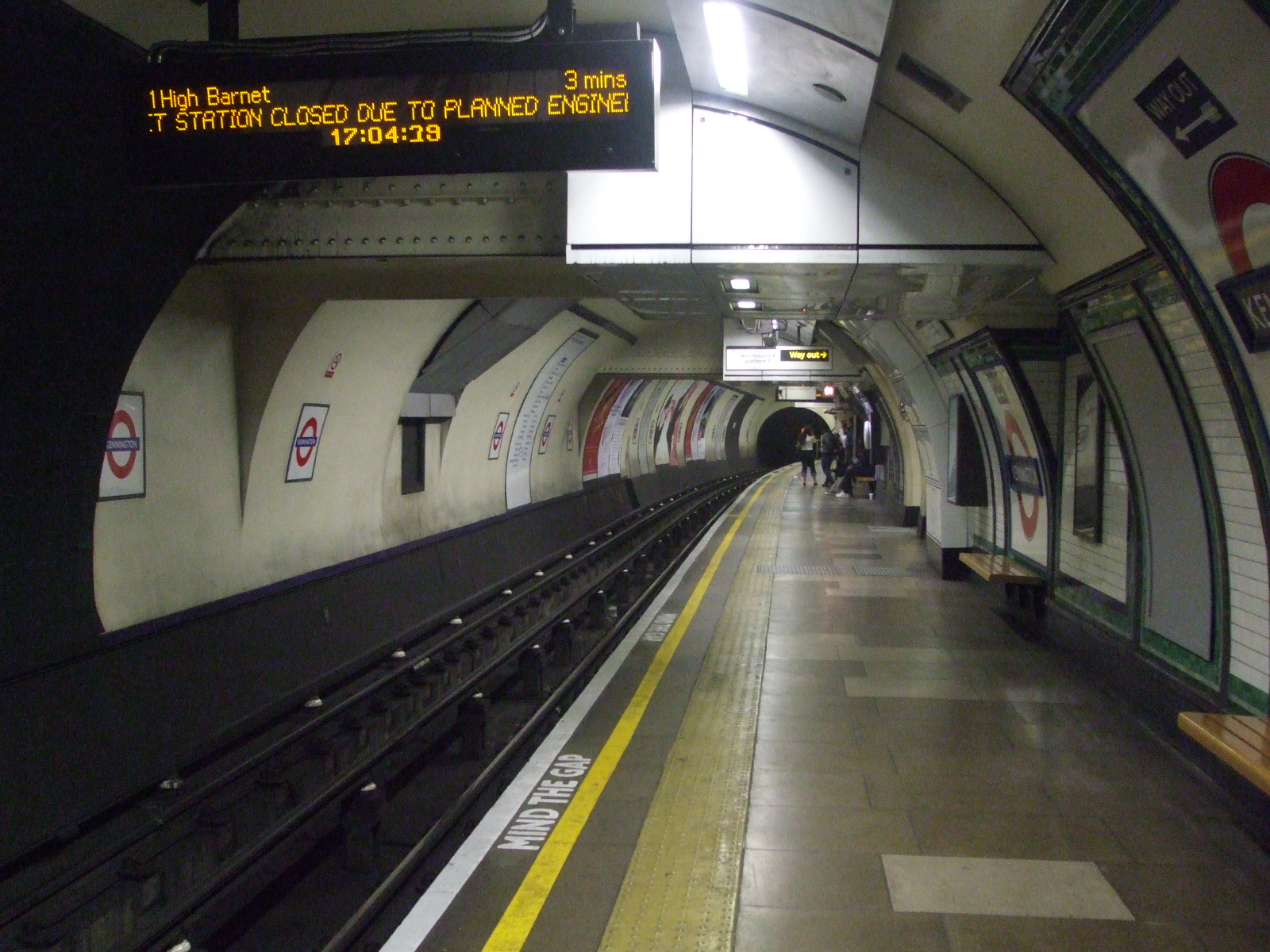
バンク支線の北行ホーム、南を見る。開業時の駅出口への通路は、この写真中央の壁で塞がれている。

1926年9月13日、ウォータールー経由でエンバンクメントまで延伸し、もとチャリングクロス・ユーストン・アンド・ハムステッド鉄道（現在のノーザン線チャリング・クロス支線）の路線と接続された際に新しいホーム2面2線が建設された。
この拡張に併せて在来の北行ホームは改築され、対面乗換が可能な様配線が変更された。この改修によりトンネル断面が大きくなり、ホームと反対側のトンネル壁面に、元の出口をふさぐドアが設置されることとなった。

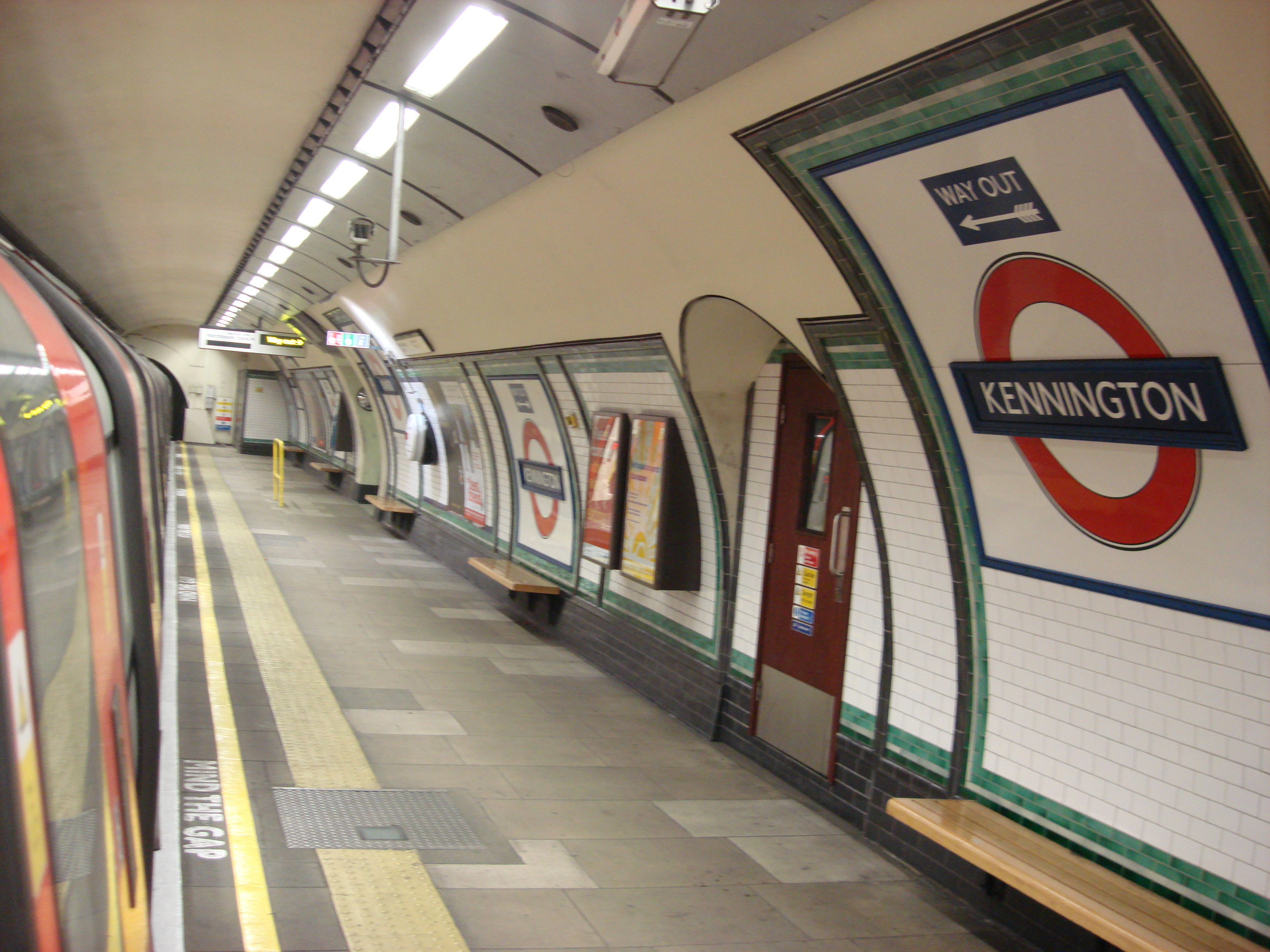
バンク支線南行ホーム、北を見る。ドアの陰に開業時の出口への通路がある。

元のバンク支線北行ホームはエレベーターだけで改札階と結ばれていたが、この改修によって階段を昇って線路を超え、降る必要が発生したため、エレベーターが改修されて線路を超える部分に直結するようになった。この名残で、バンク支線の南行ホームには多数の階段がある。開業時からの、装飾が多い通路は、後のよりシンプルなものと併せて供用されている。この通路以外の使用されていない開業時の施設は一般に公開されていない。
他のシティ・アンド・サウス・ロンドン鉄道の駅、ストックウェル駅、エレファント・アンド・キャッスル駅、オーヴァル駅の開業時の施設は1920年代の近代化工事で大部分が失われたが、当駅の駅舎は開業時の姿をよくとどめている。歴史的建造物を損なうことなく当駅構内の換気を改善するため、職員用通路が新設されている。

## 現状
当駅には2つのエレベーターがあるが、エスカレーターはない。ホームには79段の階段でアクセスすることもできる。
2005年に駅改修工事が完了している。

## 列車運行とバス路線
列車運行間隔は時間帯により異なるが、6時代から0時代前半までおおむね3 - 6分間隔で北行はエッジウェアまたはハイ・バーネットへチャリング・クロス又はバンク経由で運転され、南行は6時代から0時代まで概ね2 - 5分間隔で運転されている。ラッシュ時には一部の北行列車はミル・ヒル・イースト行きとして運転される。ケニントンからウォータールーまでは平均3分50秒を要する。
ロンドンバス133、155、333、415、深夜バスN133、N155が当駅を経由する。

## ケニントン・ループ
当駅の南にはループ線があり、チャリング・クロス支線の南行列車はこのループを通って北行のホームに入ることが出来る。配線の制約から、バンク支線南行の列車はこのループに入ることはできない。バンク支線またはチャリング・クロス支線の南行き列車が折り返してバンク支線の北行ホームに至るには、駅南側の本線の間にある引上線経由で折り返す必要がある。この配線から、チャリング・クロス支線の列車の大半は当駅折り返しとなり、チャリング・クロス支線南行ホームから南に発車する列車はほとんどない。